# Русское экономическое обозрение
Русское экономическое обозрение — ежемесячный экономический журнал, выходящий в столице Российской империи городе Санкт-Петербурге с 15 мая 1897 года. Данное периодическое издание выходило под редакцией чиновника особых поручений в министерстве финансов России Михаила Михайловича Фёдорова.
Журнал печатал труды таких известных авторов, как Борис Филиппович Брандт, Евгений Сергеевич Каратыгин и других.
Журнал «Русское экономическое обозрение» признавался современниками «Весьма полезными пособием при занятии финансовою наукою».
Журнал «Русское экономическое обозрение» прекратил издаваться в 1905 году.